# European Salt Company
European Salt Company (Європен Салт Компані), також ESCO — бувша солевидобувна компанія Західної Європи з головним офісом у Ганновері.
Утворена в 2001 в результаті злиття компаній «Калі + Зальц Акціенгезельшафт» (62 %) і «Сольвей» (38 %).
З 2004 року вона повністю належить K+S AG. Компанія була об'єднана з K+S KALI GmbH у 2019 році, утворивши K+S Minerals and Agriculture GmbH.
Здійснювала видобуток солі в Нідерландах, Німеччині, Франції, Бельгії, Іспанії та Португалії. Річний видобуток був 6 млн т солі (у 2007). Чисельність працівників — 1400 чол. Загальний оборот — 300 млн євро.